# Jan z Giskaly
Jan z Giskaly, hebrejsky יוחנן מגוש חלב Jochanan ben Levi mi-Guš Chalav (Giskala) je mnohými považován za skutečného vůdce židovského povstání v letech 66 – 70 proti Římu.
Své rodiště Giskalu nechal opevnit a krátce před jeho pádem do rukou Římanů se mu podařilo uprchnout (Giskala padla jako poslední město v Galileji). Zprávy, které o něm máme od Josepha Flavia jsou negativní a musíme brát v potaz Josephovo osobní nepřátelství vůči němu (Josephus jako velitel galilejského okrsku měl osobní konflikt s Galilejcem Jochananem, který se na rozdíl od něj Římanům nevzdal). V Jeruzalému nejprve spolupracoval s kněžskou rodinou Chananovců a veleknězem Chananem ben Chananem (Annášem II.). Po odhalení jejich kolaborace s Římany přešel k Zélótům. Josephus období jeho vlády v Jeruzalémě vykresluje v nejtemnějších barvách. Na rozdíl od předchozích vůdců Jan alespoň nepropadal mesiášským tendencím. Byl to pragmatický vůdce a taktik, který spolu s Šim’onem bar Giorou proslul v závěrečných fázích povstání odvahou a hrdinstvím. Na rozdíl od něj nebyl po svém zajetí Římany popraven, ale odsouzen ke strávení zbytku života ve vězení.

## Zajímavosti
- Po Janu z Giskaly je pojmenována ulice v Jeruzalémě, severně od Starého Města, tedy přesně v místech, kudy Titus přišel k Jeruzalému v r. 70.
- Giskala (Guš Chalav) existuje dodnes jako Džiš, křesťanská arabská vesnice v Izraeli, poblíž hory Har Meron a Safedu.